# Ditmar & Urban

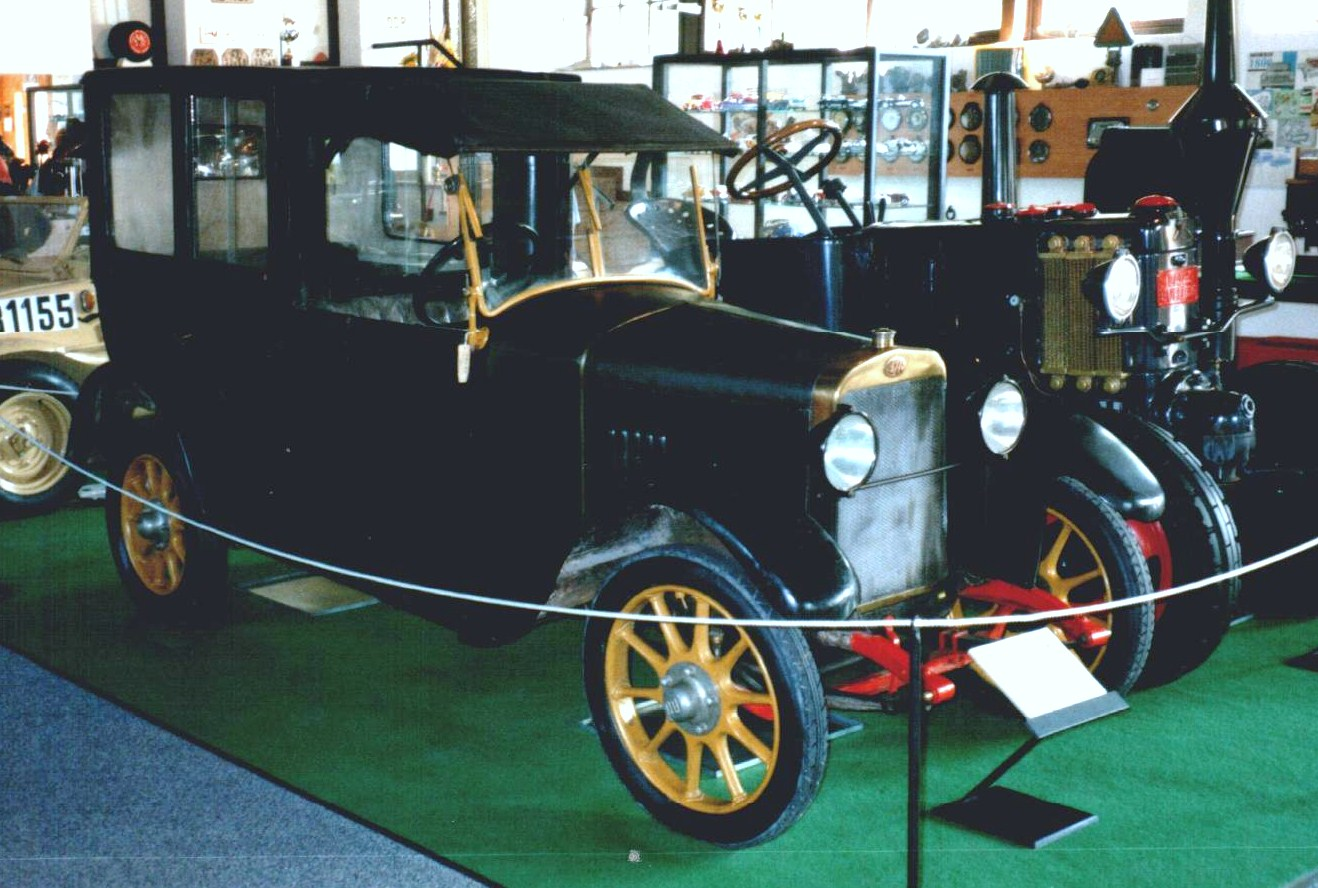
Ditmar & Urban von 1924–1925

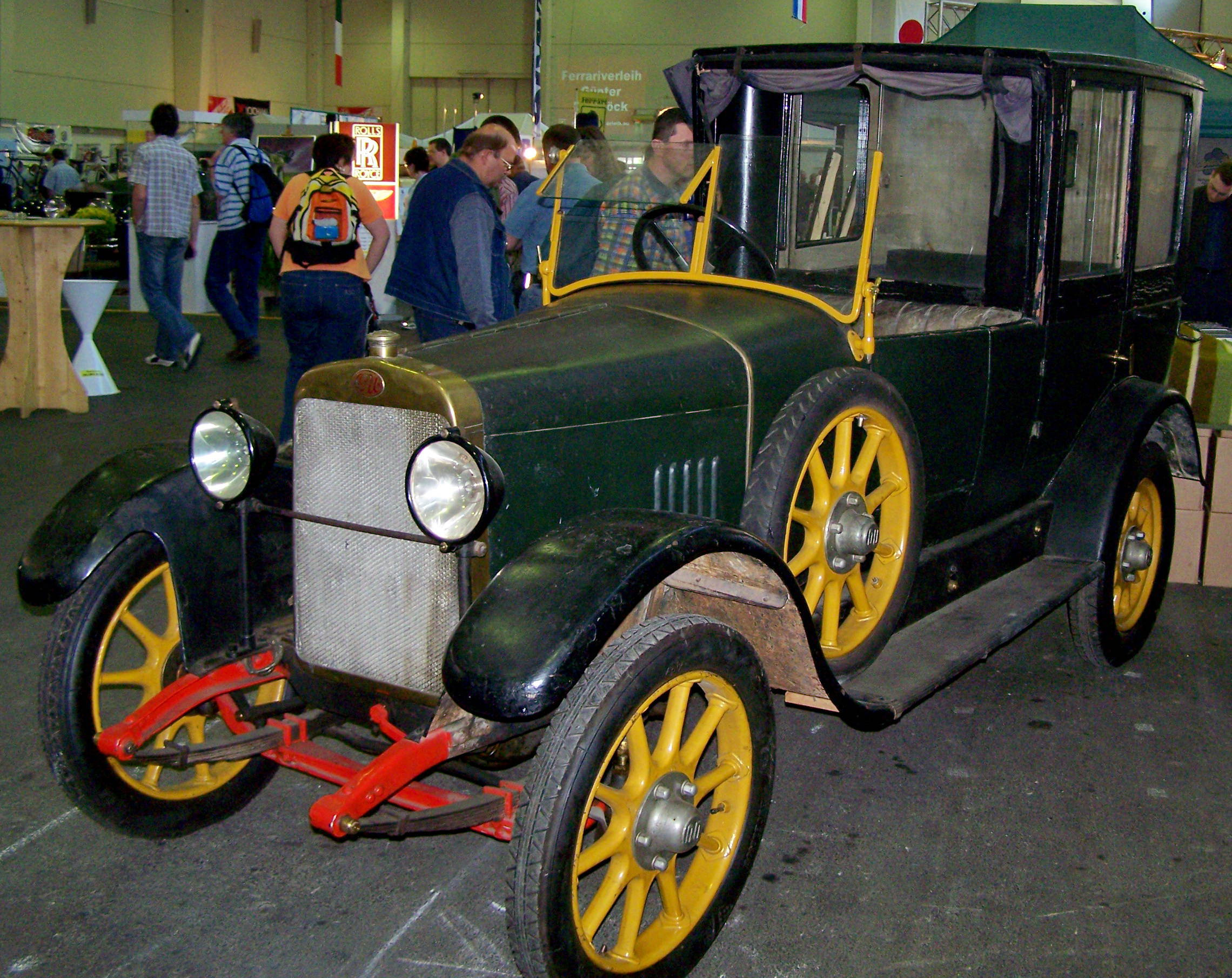
Ditmar & Urban von 1924–1925

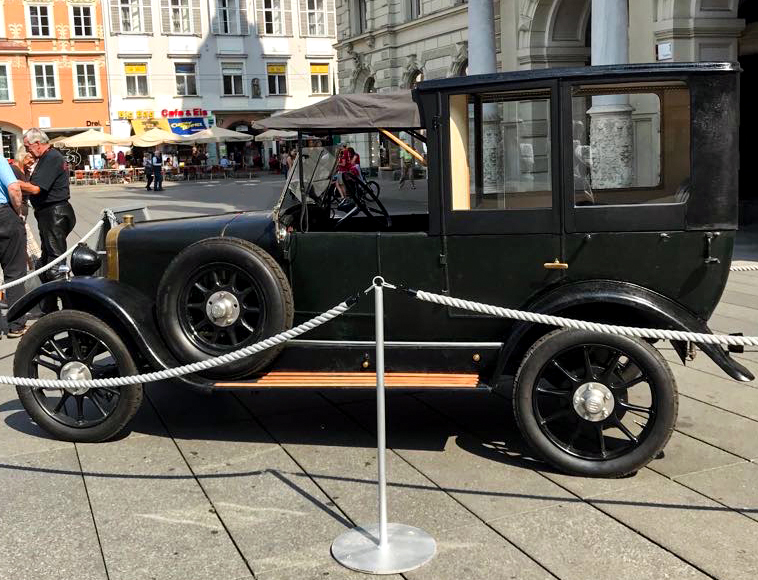
Seitenansicht

Ditmar & Urban – laut älteren Quellen Dietrich & Urban – war ein Hersteller von Automobilen aus Österreich.

## Unternehmensgeschichte
Rudolf Mansuet Ditmar betrieb ab dem 14. Juni 1919 einen Autohandel in der Wielandgasse 6 in Graz und war 1924 Generalvertreter für Automobili Aurea an der Zimmerplatzgasse 1 in Graz. Zusammen mit Otto Urban gründete er am 31. Januar 1924 das Unternehmen. Der Sitz befand sich an der Schönaugasse 102 in Graz. In dem Jahr begann die Produktion von Automobilen. Der Markenname lautete DU. Am 14. November 1925 wurde das Unternehmen aufgelöst und am 18. Juni 1927 aus dem Handels- und Genossenschaftsregister gelöscht. Ältere Quellen geben das Jahr 1914 als einziges Produktionsjahr an.

## Fahrzeuge
Im Angebot stand nur ein Modell. Ein Vierzylindermotor mit seitengesteuerten Ventilen trieb die Fahrzeuge an. Der Motor leistete aus 1460 cm³ Hubraum je nach Quelle 22 PS oder 30 PS.
Ein Fahrzeug dieser Marke ist erhalten geblieben. Es war im Jahre 2003 im Oldtimerclub & Museum Poysdorf in Poysdorf zu besichtigen.
Seit 2013 ist das Fahrzeug im Besitz des Vereins zur Förderung der historischen Fahrzeuge der Österreichischen Automobilfabriken und wurde sorgfältig restauriert. Nach Abschluss der Arbeiten wurde das Fahrzeug im August 2018 in Graz präsentiert. Es ist mit Stand 2025 im Oldtimer-Museum Wiener Neustadt ausgestellt.